# Батман и Робин
„Батман и Робин“ (на английски: Batman & Robin) е американски филм от 1997 г., базиран на супергероя на Ди Си Комикс – Батман. Той е четвъртият филм от квадрилогията за Батман, и вторият режисиран от Джоел Шумахер. В него участват Джордж Клуни в ролята на Батман, Крис О'Донъл в ролята на Робин и представя за пръв път Батгърл (Алисия Силвърстоун), като племенница на Алфред (Майкъл Гоф). В ролята на злодея Мистър Фрийз се превъплъщава Арнолд Шварценегер, а Ума Търман играе Отровната Айви.
Въпреки звездния си актьорски състав, популярността на поредицата и големия си бюджет, „Батман и Робин“ не е особено успешен нито финансово, нито в очите на критиците и феновете. Поради това поредицата от филми за Батман замира до 2005 г., когато излиза новият филм за Батман – „Батман в началото“ с нов режисьор – Кристофър Нолан и с Крисчън Бейл в ролята на Батман.

## Актьорски състав
- Арнолд Шварценегер – Доктор Виктор Фрийз / Мистър Фрийз
- Джордж Клуни – Брус Уейн / Батман
- Крис О'Донъл – Ричард „Дик“ Грейсън / Робин
- Ума Търман – Доктор Памела Айли / Отровната Айви
- Алисия Силвърстоун – Барбара Уилсън / Батгърл
- Робърт Суенсън – Антонио Диего / Бейн

## Дублажи

### Българската национална телевизия(2003)
| Преводач            | Кристин Балчева                                                                    |
| Тонрежисьор         | Трендафилка Немска                                                                 |
| Режисьор на дублажа | Димитър Караджов                                                                   |
| Озвучаващи артисти  | Ани Василева Таня Димитрова Владимир Пенев Христо Чешмеджиев Иво Велчев Марин Янев |

### Доли Медия Студио (2008)
| Преводач            | Кристин Балчева                                                                        |
| Тонрежисьор         | Илиян Апостолов                                                                        |
| Режисьор на дублажа | Добромир Чочов                                                                         |
| Озвучаващи артисти  | Ирина Маринова Таня Димитрова Васил Бинев Илиян Пенев Росен Плосков Веселин Калановски |

### bTV(2012)
| Озвучаващи артисти | Ирина Маринова Светозар Кокаланов Иван Петков Стефан Димитриев Калин Сърменов |